# 詹姆斯·沃頓

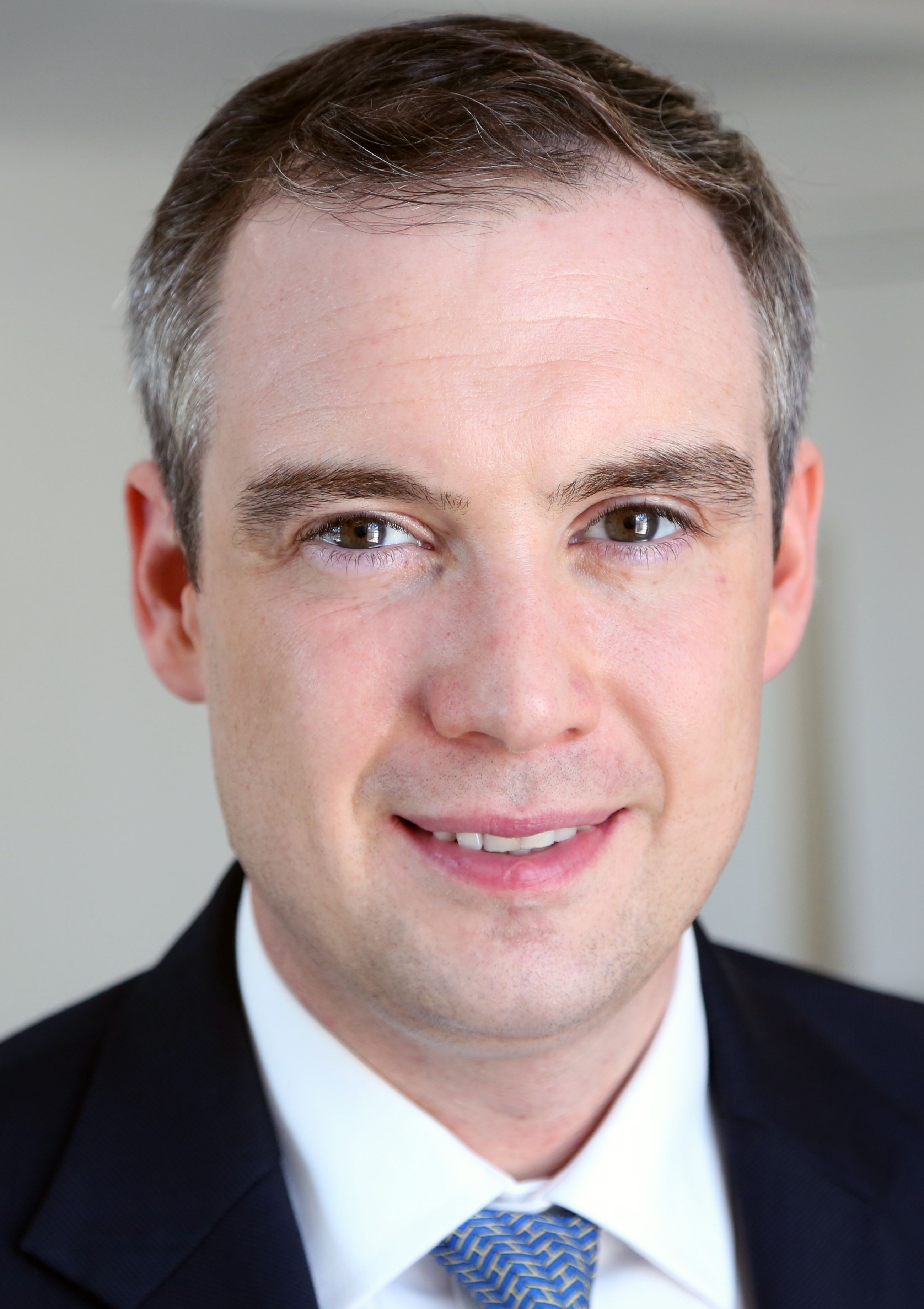
2016年攝

詹姆斯·沃頓（英語：James Wharton，1984年2月16日—）是一位英格蘭政治人物，他的黨籍是保守黨。自2010年開始，他擔任赫克瑟姆選區選出的英國下議院議員。他畢業於杜倫大學，主修法律。